# Sárguló pereszke
A sárguló pereszke (Tricholoma scalpturatum) a pereszkefélék családjába tartozó, Európában honos, lomberdőkben élő, ehető gombafaj. 

## Megjelenése
A sárguló pereszke kalapja 3-8 cm széles, alakja fiatalon domború, később széles domború, a közepén alacsony púppal. Színe világos ezüstszürke, szürke, barnásszürke, idősödve sárgul (különösen a szélén). Felszíne száraz, sugarasan szálas vagy nemezes, pikkelykés. Széle sokáig lefelé forduló marad.
Húsa vékony, fehéres. Íze és szaga avas lisztre emlékeztet.  
Közepesen sűrű lemezei tönkhöz nőttek. Színük fehéres, idővel sárgulnak. Fiatalon múlékony, pókhálószerű fátyol borítja a lemezeket. 
Tönkje 4-8 cm magas és 1-2 cm vastag. Alakja hengeres. Színe fehéres vagy halványszürkés, idővel kissé sárgul. Felülete szálas vagy sima, a fátyol helyén halvány gallérzóna maradhat vissza.  
Spórapora fehér. Spórája elliptikus, sima, inamiloid, mérete 5-6 x 3-4 µm. 

### Hasonló fajok
A fenyő-pereszke és az öves pereszke hasonlíthat hozzá. 

## Elterjedése és termőhelye
Európában honos. Magyarországon helyenként gyakori. 
Hegyvidéki lomberdőkben nő, főleg bükk, tölgy vagy hárs alatt. Májustól novemberig terem. 
Ehető, de nem túl ízletes gomba.    

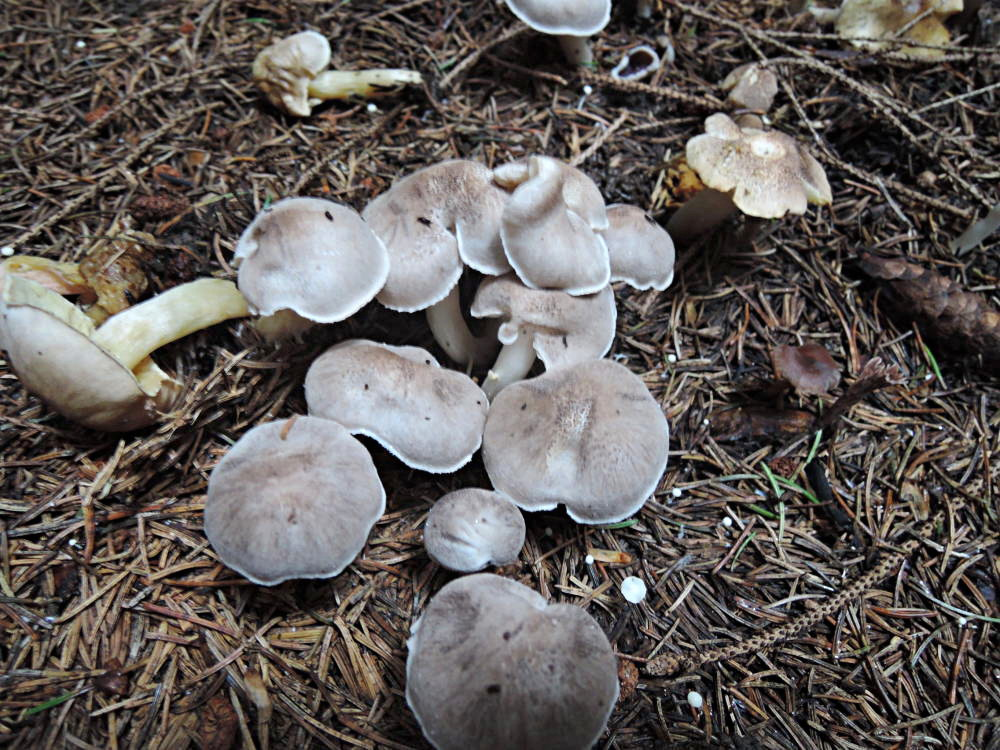
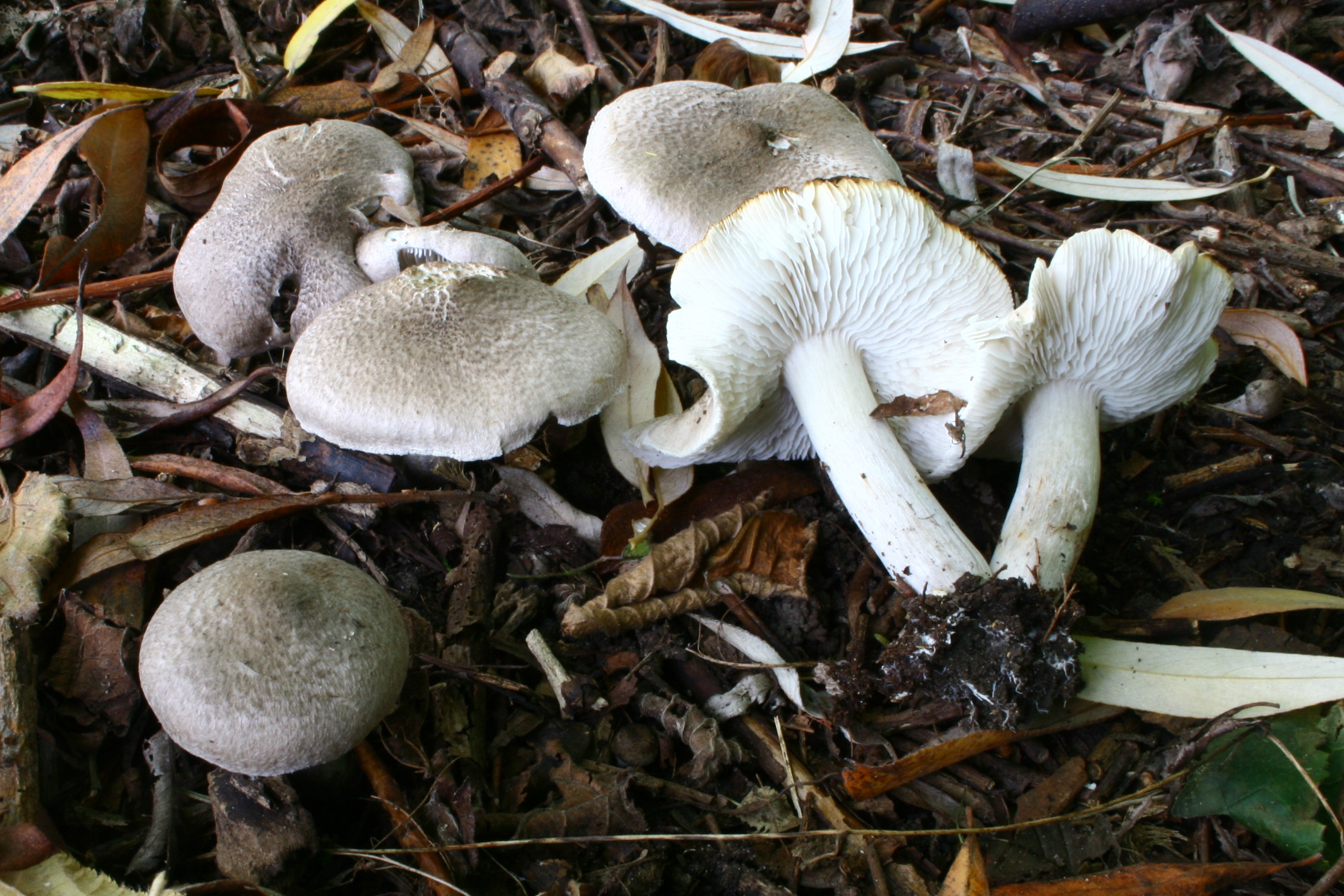
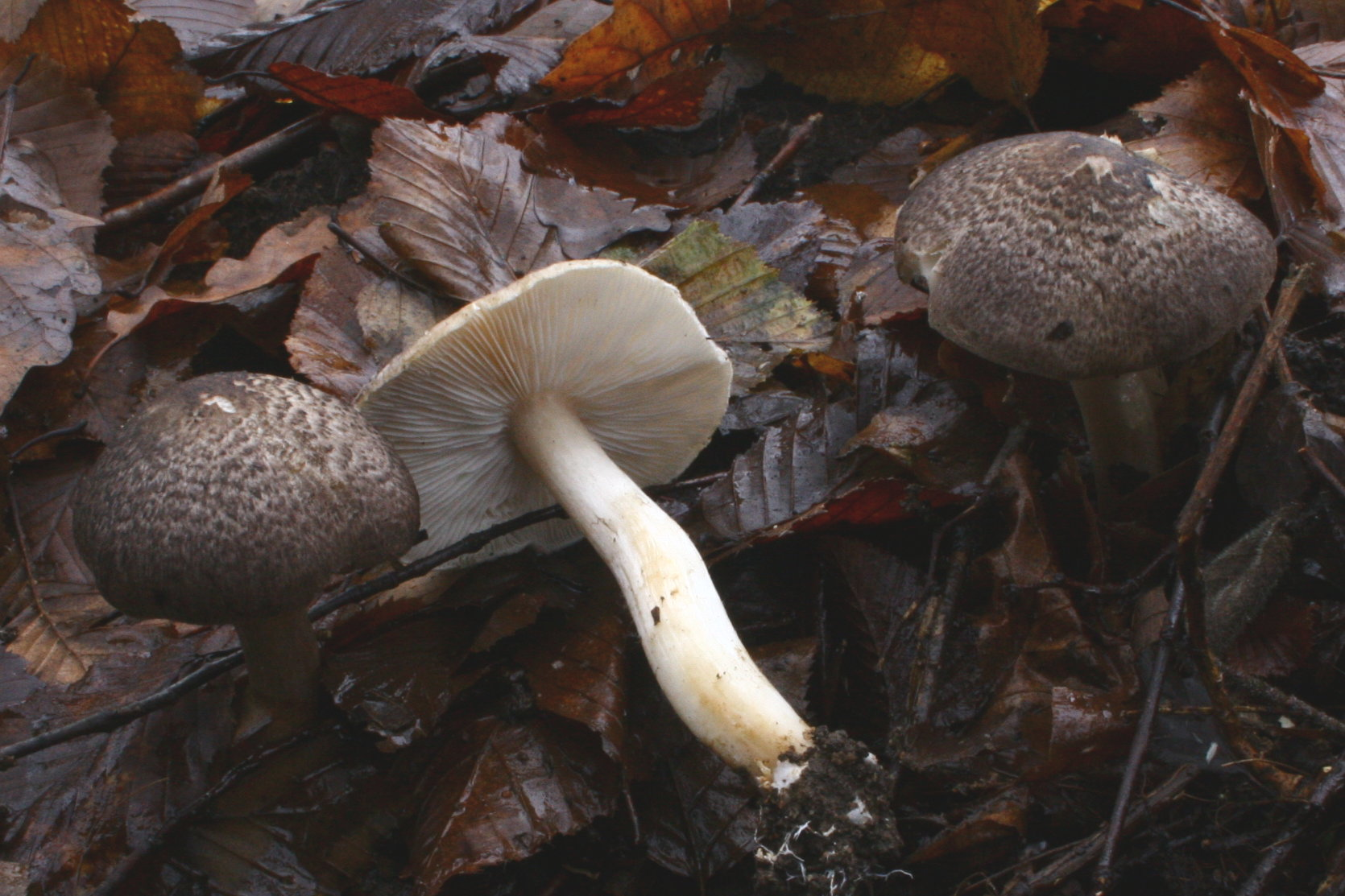
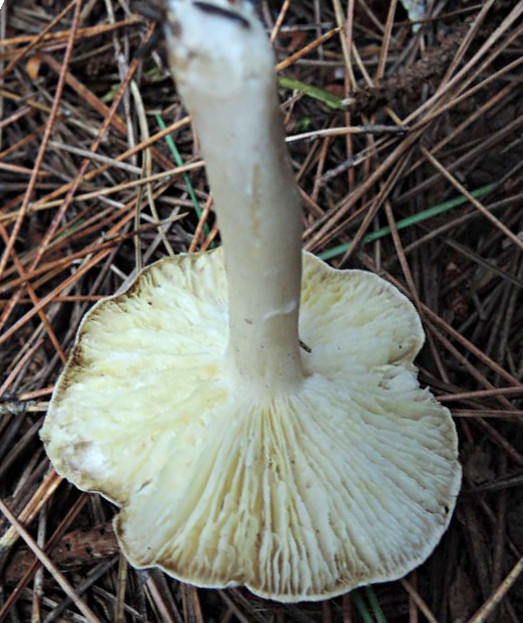
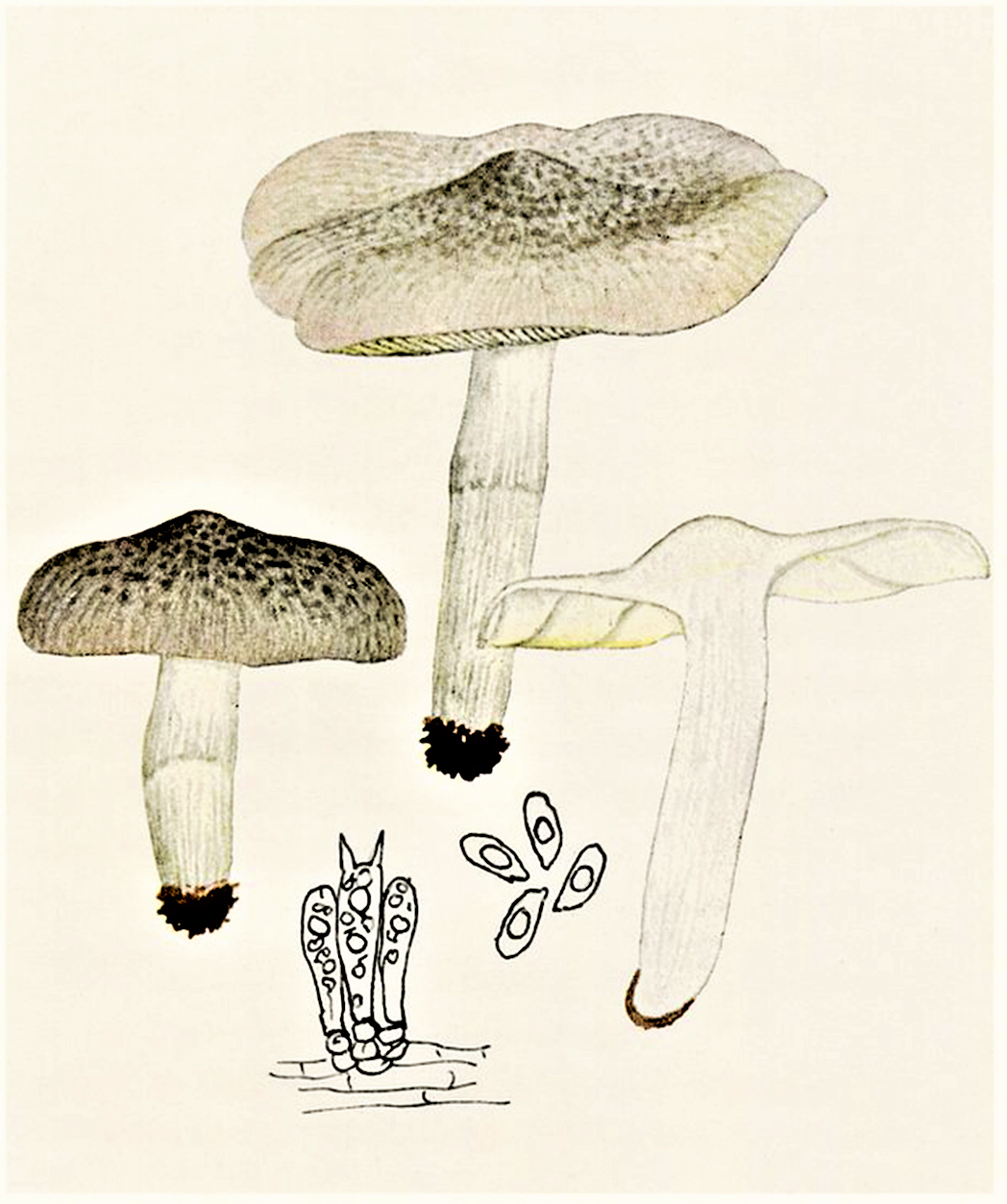